# Can Themba
Can Themba (* 21. Juni 1924 in Marabastad bei Pretoria; † 1968 in Manzini, Swasiland; eigentlich Daniel Canadoise D’Orsay Themba) war ein südafrikanischer Schriftsteller und Journalist. 

## Leben
Themba wurde nahe Pretoria geboren. Nach seiner Schulzeit erhielt er ein Stipendium für ein Studium an der Universität Fort Hare in Alice. Dort erlangte er einen Abschluss in Englischer Sprache mit Bestnote und ein Diplom als Lehrer. 
Er zog nach Johannesburg in den Stadtteil Sophiatown, der damals ein Zentrum der urbanen Kultur der schwarzen Südafrikaner war. Themba begann, Kurzgeschichten zu schreiben. Er gewann 1953 den Drum Award, den ersten Preis in einem Wettbewerb des Magazins Drum, das in Sophiatown ansässig war. In der Folge schrieb er regelmäßig für das Magazin und wurde zusammen mit weiteren jungen Südafrikanern wie Henry Nxumalo, Bloke Modisane und Lewis Nkosi einer der „Drum boys“. Ihr Wahlspruch war Live fast, die young and have a good-looking corpse (deutsch: „Leb schnell, stirb früh und hab eine gut aussehende Leiche“). Themba rühmte sich, keine afrikanische Sprache zu sprechen.
Can Themba untersuchte wie seine Kollegen bei Drum die Realität der Apartheid im Sinne des investigativen Journalismus. So berichtete er über seine Versuche, in Kirchen zu gelangen, die Weißen vorbehalten waren. Zeitweise war er stellvertretender Herausgeber der Zeitschrift. 
1959 wurde Themba wegen seines Alkoholkonsums bei Drum entlassen. Ein Jahr später wurde er beim Wochenblatt The City Post angestellt. Da Themba mit den Einschränkungen durch die Apartheid unzufrieden war, zog er 1963 in das Nachbarland Swasiland, um dort als Lehrer zu arbeiten. 1966 wurde er in Südafrika zum Kommunisten erklärt und seine Werke verboten. Themba wurde zunehmend alkoholabhängig. 1968 (oder 1969) starb er in Manzini.
Zwei seiner Werke wurden erst nach Thembas Tod veröffentlicht: die Erzählungsbände The Will to Die und The World of Can Themba. Zu seinen bekanntesten Erzählungen gehört The Suit (deutsch: „Der Anzug“), die in einer Rechtsanwaltsfamilie in Sophiatown spielt. Der namensgebende Anzug gehört dem Liebhaber der Frau. Ihr Mann zwingt sie bis zu ihrem Tod, den Anzug wie einen Gast zu behandeln, um sie an den Ehebruch zu erinnern. The Suit wurde für die Bühne adaptiert. Weitere bekannte Erzählungen sind Crepuscle, The Will to Die und The Bottom of the Bottle, in dem Themba seine Alkoholsucht thematisiert.

## Auszeichnungen
- 2006 (postum): South African National Orders’ Presidential Award Ikhamanga (in Silber) für Excellent achievement in literature, contributing to the field of journalism and striving for a just and democratic South Africa (deutsch: „exzellente Leistungen in der Literatur, beitragend auf dem Gebiet des Journalismus und sich bemühend um eine gerechte und demokratische Gesellschaft in Südafrika“)[5]

## Werke
- The Will to Die. Erzählungen. Heinemann, 1972, ISBN 0-43-590104-4
- The World of Can Themba. Selected Writings of the Late Can Themba. Erzählungen. Ravan Press, 1985, ISBN 0-86-975145-X
- Requiem for Sophiatown. Erzählungen. Penguin, 2007, ISBN 978-0143185482

### Übersetzungen ins Deutsche
- Requiem für Sophiatown. Erzählung, übersetzt von Elisabeth Schnack, in: Das grüne Gnu und andere Erzählungen aus Südafrika, hrsg. von Elisabeth Schnack, Diogenes, Zürich 1991, ISBN 3-257-20883-9